# Kontrollanalyse
Kontrollanalyse ist der klassische Begriff für die Selbsterfahrung in der psychoanalytischen Ausbildung. Ein erfahrener Analytiker begleitet und betreut einen Kandidaten vor, während seiner ersten analytischen Behandlungen, und bis zum Abschluss der analytischen Ausbildung.